# Gongoro
Gongoro (Bombie) è un personaggio immaginario dei fumetti Disney che fa la sua prima apparizione nel 1949, in Paperino e il feticcio di Carl Barks. Antagonista di Paperone, è uno zombi (un morto-vivente) destinato a sottostare all'influsso dello stregone africano Matumbo per circa trecento/quattrocento anni e che viene mandato da quest'ultimo per vendicarsi del male che Paperone aveva arrecato alla loro tribù. 

## Origine del nome
In origine il personaggio viene chiamato Bombie the zombie (Bombie lo zombi), tuttavia nella versione italiana della storia (pubblicata sui numeri 7, 8 e 9 di Topolino) il nome proprio del personaggio (Bombie) viene omesso e la parola "zombie" viene tradotta con il termine (inventato per l'occasione) "gongoro". Questa scelta è stata probabilmente dettata dal fatto che all'epoca della prima pubblicazione in Italia la figura dello zombi era pressoché sconosciuta. Tale scelta di adattamento rimase inalterata nelle successive ristampe della storia per poi essere adottata anche nelle traduzioni italiane della Saga di Paperon de' Paperoni di Don Rosa e di DuckTales.

## Storia editoriale
Il Gongoro compare per la prima volta nel 1949 nella storia Paperino e il feticcio dove si pone come uno dei protagonisti. La sua seconda apparizione avviene nella storia Il cuore dell'impero del 1994 di Don Rosa: in questa storia l'autore italoamericano spiega nel dettaglio come avvenne l'incontro tra Paperone e Matumbo. Compare brevemente anche nella storia Zio Paperone - Il sogno di una vita (pubblicata in Italia su Zio Paperone n.172 del 2004) durante il sogno di Zio Paperone riguardante l'affondamento del Titanic (lo incontra sull'iceberg).
Nel 1972, il personaggio del Gongoro verrà utilizzato da Carl Barks per uno dei suoi dipinti ad olio.

## Biografia
Il Gongoro compare, come detto, per la prima volta nella storia Paperino e il feticcio. Consegna un feticcio a Paperino, che si punge con un aculeo avvelenato nascosto nella bambola. Scoperto il motivo per cui il Gongoro lo segue così tanto da Paperone, Paperino va in Africa (seguito più tardi da Qui, Quo, Qua e dallo stesso Gongoro) per chiedere a Matumbo un antidoto al veleno che lo avrebbe reso microscopico. Matumbo gli spiega che, fortunatamente per lui, il veleno era già scaduto da anni, quindi Paperino non corre alcun rischio. Quando però Matumbo scopre che Paperino è il nipote di Paperone, decide di rimpicciolirlo comunque, ma Qui, Quo e Qua lo salvano, mettendo dei materassi a molla ai piedi di Gongoro che rimbalza per tutto il villaggio di Matumbo, distruggendolo.
Ricompare nel 1992, nella storia Il cuore dell'impero della Saga di Don Rosa, quando Zio Paperone viene maledetto dallo stregone Matumbo. Il capo tribù africano, rifiutatosi di vendere la sua terra a Paperone, aveva visto il suo villaggio radersi al suolo, poi, grazie ad un travestimento (che lo rendeva simile a Paperino), Paperone gli aveva fatto firmare il contratto di cessione della sua proprietà, in modo che "Paperone" non la potesse mai avere. Lo stregone, scoperto un attimo troppo tardi il trucco, richiamò il Gongoro per punirlo per aver messo a ferro e fuoco il suo villaggio, ma Paperone si tolse il travestimento, confondendo il Gongoro. Il Gongoro inseguì il papero ovunque, dai ghiacci del polo Nord, addirittura sul Titanic (dove si fermò dal dare la bambola a Paperone una volta realizzato che aveva le basette e gli occhiali), per riemergere poi a Rippan Taro dove il re locale, in cambio del Rubino Striato, confinò per trent'anni il Gongoro sull'isolotto.
L'ultima apparizione di Gongoro avviene nella storia della Saga del 1994 Zio Paperone - Il sogno di una vita. La storia vede i Bassotti usare una macchina dei sogni di Archimede per entrare nei sogni di Paperone e chiedergli la combinazione della cassaforte (che, in quanto all'interno del suo subconscio, non potrà fare a meno di rivelare). Paperino entra a sua volta nei sogni per portare via i Bassotti, in quanto spegnere la macchina risulterà catastrofico per le loro menti. Grazie anche all'influenza esterna di Archimede e dei nipotini, i Bassotti e Paperino finiscono da un sogno-ricordo all'altro. In uno di questi, l'affondamento del Titanic, Paperino e Paperone scendono sull'iceberg, attendendo che i Bassotti, rimasti sulla nave, si allontanino dall'epicentro del sogno e cadano nel vuoto della mente, ma Paperino si spaventa all'apparizione del Gongoro sull'iceberg, facendo cambiare sogno a Paperone.

## Altre apparizioni
(La filastrocca della maledizione di Gongoro)
Gongoro fa la sua prima apparizione animata nella serie DuckTales del 2017, dove Fred Tatasciore gli presta la sua voce. In questa versione, non viene mai identificato come uno zombie e sia nel doppiaggio originale che in quello italiano il suo nome viene preceduto da un articolo determinativo (The Bombie in originale, il gongoro). Appare più bestiale di come rappresentato nei fumetti e con un vestiario simile a quello di Shrek. Ha il compito di perseguitare il più ricco del mondo finché questi non ottiene la cosa che non ha. Paperone lo aveva confinato in una prigione magica su un'isola sperduta, ma quando Qua ottiene i suoi averi grazie ad un inganno, il paperotto tagli i fondi alle difese magiche dell'isola, scatenando su sé stesso la furia di Gongoro, che si ferma una volta che Qua afferma di non meritare di essere il più ricco, ottenendo quello che non aveva: l'umiltà. Quando poi Qua ripassa i soldi a Paperone, questi dimostra al mostro di avere il mancato orgoglio famigliare, spezzando a sua volta la maledizione.

## Censure
Nella versione originale della storia erano presenti vari stereotipi dei personaggi di pelle nera tipici degli anni '40, eliminati poi dalle ristampe successive. Nello specifico Gongoro indossava un anello al naso, che era molto più grosso e sproporzionato rispetto a quello della versione attuale del personaggio.
Un'altra censura riguarda gli schizzi iniziali del personaggio: Barks aveva pensato di disegnare lo zombi con gli occhi totalmente bianchi e senza pupille, ma ci dovette rinunciare per pressioni da parte della Western. Sarà poi Don Rosa, circa cinquant'anni dopo, a poter disegnare nella Saga di Paperon de' Paperoni un gongoro privo di pupille come lo aveva pensato l'Uomo dei Paperi.
A partire dal 2023 la Disney ha proibito la ristampa di due storie di Don Rosa (il capitolo 11 della Saga di Paperon de' Paperoni e "Zio Paperone - Il sogno di una vita") per via della presenza del Gongoro: il divieto si estende anche alle edizioni pregiate per collezionisti. Questo bando ha destato delle polemiche in quanto impedisce la ristampa integrale della Saga di Paperon de' Paperoni, opera a fumetti acclamata dalla critica tanto da aver vinto il Premio Eisner come "Migliore Storia a Puntate".